# Stilpnus henryi
Stilpnus henryi är en stekelart som beskrevs av Jussila 1988. Stilpnus henryi ingår i släktet Stilpnus och familjen brokparasitsteklar. Inga underarter finns listade i Catalogue of Life.